# Ardashir III
Ardashir III (in medio persiano 𐭠𐭥𐭲𐭧𐭱𐭲𐭥, trasl. Ardašir) (621 – Ctesifonte, 27 aprile 630) è stato un sovrano persiano che rimase a capo dell'impero sasanide dal 628 all'aprile del 630, mese della sua morte.

## Nome
Ardashir è la versione medio persiana dell'antico persiano Ṛtaxšira (scritto anche Artaxšaçā, che significa "il cui regno avviene attraverso verità"). La variante latina di Ardashir è Artaserse, un nome adottato da tre sovrani dell'antico impero achemenide. Sono due le versioni greche riferite dalle fonti, ovvero quella di Teofane Confessore (Αδεσήρ, Adeser) e quella del Chronographeion Syntomon (Αρτάξης, Artaxes).

## Biografia

### Origini
Ardashir era il figlio del re Kavad II (al potere nel 628) e di Anzoi, una principessa dell'impero bizantino. Un simile matrimonio rese Ardashir meno popolare tra la nobiltà persiana, che era stata di recente provata da una lunga ed estenuante guerra combattuta contro i romei dal 602 al 628. Nel 628 si diffuse una devastante epidemia nell'odierno Iran occidentale, la quale provocò la morte della metà della popolazione, incluso lo stesso Kavad II.

### Regno
Dopo la morte di Kavad II, gli aristocratici della classe dei wuzurgan elessero Ardashir quale suo successore, che aveva solo sette anni. Tale scelta fu giustificata dal fatto che, essendo in giovane età, l'impero sarebbe stato di fatto amministrato dall'élite, evento che puntualmente si verificò. A detenere il potere fu infatti il visir del sovrano Mah-Adhur Gushnasp, il cui compito era quello di operare da reggente fino a quando Ardashir non fosse stato abbastanza adulto da governare. Lo storico persiano Ṭabarī riferisce quanto segue sull'amministrazione dell'impero compiuta dal visir: «Mah-Adhur Gushnasp portò avanti l'amministrazione del regno in modo [talmente] eccellente e risoluto che nessuno avrebbe mai sospettato della giovane età di Ardashir III».
Nello stesso periodo, un fratello di Mah-Adhur Gushnasp di nome Narsi ricevette il Kaskar come parte dei suoi domini. Tuttavia, anche sotto la guida di un abile visir, la situazione dell'impero sasanide appariva ancora complicata. La rivalità interna tra le varie fazioni politiche si acuì e diversi funzionari che iniziarono ad assumere peso durante il regno del nonno di Ardashir, Cosroe II, si erano imposti in maniera indisturbata in alcune regioni della Persia, mentre lo Stato sasanide perdeva progressivamente la sua centralizzazione rispetto a quando al potere vi erano i predecessori di Ardashir. L'ascensione di quest'ultimo fu supportata sia i Pahlav (i partici) sia i Parsig (i persiani), oltre a una terza grande fazione chiamata dei Nimruzi. Tuttavia, nel 629, i Nimruzi ritirarono il proprio sostegno allo scià e iniziarono a cospirare con l'illustre generale Shahrbaraz allo scopo di rovesciarlo. I Pahlav, guidati dal loro principale esponente Farrukh Ormisda del casato degli Ispahbudhan, si dimostrarono a favore dell'ascesa al potere della zia di Ardashir, Boran, come nuovo sovrano; la donna iniziò in quel frangente a coniare monete nelle aree di Amol, Nishapur, Gorgan e Rey.

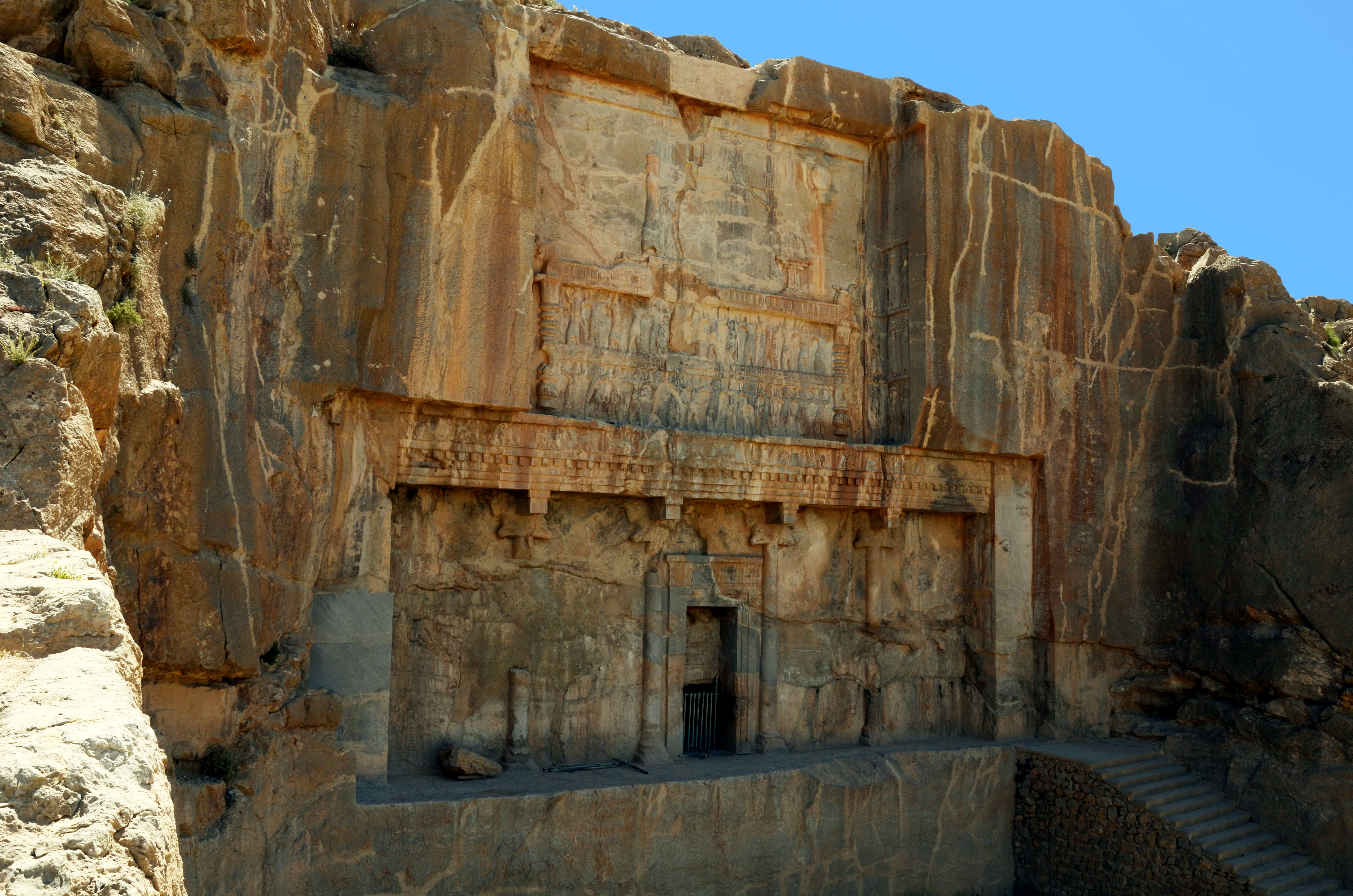
La tomba di Ardashir III

Un anno dopo, Shahrbaraz, alla guida di un'armata composta da 6 000 uomini, marciò verso la capitale Ctesifonte e assediò la città. Poiché non riuscì a espugnarla, strinse un'alleanza con Piruz Cosroe, principale esponente della fazione dei Parsig ed ex ministro dell'impero durante il regno del padre di Ardashir. Shahrbaraz catturò la capitale e giustiziò Ardashir, il visir Mah-Adhur Gushnasp e molti altri importanti nobili. Shahrbaraz salì dunque al trono persiano e, secondo una leggenda nata diverso tempo dopo, il corpo di Ardashir, che aveva dieci anni, fu sepolto in un luogo sconosciuto in Maishan.

## Monetazione
Come suo padre, Ardashir III si astenne dall'impiegare il titolo di shahanshah ("re dei re") sulle sue monete. Ciò si dovette probabilmente al fatto che desiderava prendere le distanze da Cosroe II, il quale aveva ripristinato il titolo ma si era dimostrato impopolare.

### Fonti primarie
- Chronographeion Syntomon.

### Fonti secondarie
- (EN) John Robert Martindale, Arnold Hugh Martin Jones e J. Morris, The Prosopography of the Later Roman Empire, Volume III: A.D. 527-641, Cambridge, Cambridge University Press, 1992, ISBN 978-0-521-20160-5.
- (EN) Michael G. Morony, Iraq After The Muslim Conquest, Gorgias Press LLC, 2005, ISBN 978-1-59333-315-7.
- (EN) Parvaneh Pourshariati, Decline and Fall of the Sasanian Empire: The Sasanian-Parthian Confederacy and the Arab Conquest of Iran (PDF), Londra e New York, I.B. Tauris, 2008, ISBN 978-1-84511-645-3.
- (EN) Rüdiger Schmitt, Artaxerxes, in Ehsan Yarshater, Encyclopædia Iranica, II/6: Art in Iran I-ʿArūż, Londra e New York, Routledge & Kegan Paul, 1986,  pp. 654-655, ISBN 978-0-71009-106-2.
- (EN) Nikolaus Schindel, Sasanian Coinage, in Daniel T. Potts, The Oxford Handbook of Ancient Iran, Oxford University Press, 2013, ISBN 978-01-99-73330-9.
- (EN) A. Shapur Shahbazi, Sasanian Dynasty, in Encyclopædia Iranica, 2005.
- (EN) A. Shapur Shahbazi, Ardašīr III, in Encyclopaedia Iranica, II, Fasc. 4, 1986,  pp. 381-382.
- (EN) Joseph Wiesehöfer, Ardašīr I i. History, in Ehsan Yarshater, Encyclopædia Iranica, II/4: Architecture IV-Armenia and Iran IV, Londra e New York, Routledge & Kegan Paul, 1986,  pp. 371-376, ISBN 978-0-71009-104-8.